# Marta Varela
Marta Varela   (Rosario, 20 d'abril de 1943) Marta Inés Varela és una pianista, directora d'orquestra i catedràtica argentina. Al costat de la professora Emma Garmendia (1929-2012) va ser creadora del mètode Garmendia-Varela d'educació audioperceptiva.

## Biografia
En la seva família «sonava la música, com a la Sibèria»:

El de l'Escola de Música va ser el primer edifici a ocupar el predi de l'avui Ciudad Universitaria, que als anys seixanta era un immens terreny sense edificis, sobre les barrancas a la vora del riu Paraná, prop del port de Rosario.
| «               | Nosaltres li vam posar La Sibèria, perquè era allunyat i feia tant de fred. | » |
| — Marta Varela, |                                                                             |   |

Marta Varela va realitzar estudis específics en piano, música de cambra, composició, instrumentació i orquestració, anàlisi musical contemporània i rítmica contemporània, amb prestigiosos mestres de la ciutat com Simón Blech, Francisco Kropfl, Virtú Maragno, Antonio de Raco i Carmelo Saítta. Va realitzar nombrosos seminaris i cursos d'especialització tant a l'Argentina com en altres llocs del món. Als anys 1970 va ser professora de composició a l'Escola de Música de la UNR.
Des dels anys seixanta endavant, va oferir innombrables recitals artístics actuant com a pianista i directora d'orquestra, fent actuacions per tot el nostre país i en l'exterior, destacant-se a Llatinoamèrica les seves presentacions a Colòmbia i Mèxic, on va estrenar obres pròpies.
Dins de les seves obres es destaca Los nueve monstruos, obra simfònic-coral sobre text del poeta peruà César Vallejo (1892-1938) que va estrenar l'Orquestra Simfònica de Rosario en el teatre El Cercle (de Rosario) l'octubre del 2003. Va ser reestrenada el 23 de novembre del 2006, sota la batuta del director d'orquestra Alexei Smirliev.

## Mètode Garmendia-Varela d'educació audio perceptiva
Des de finals dels anys setanta, Marta Varela i la professora Emma Garmendia (1929-2012) van crear un nou enfocament de formació musical denominat mètode Garmendia-Varela d'educació audioperceptiva.
El 1981, l'editorial Ricordi (de Buenos Aires) va publicar els nou volums Educación audioperceptiva: bases intuitivas en el proceso de formación musical, que des de llavors s'utilitza com a text d'estudi a universitats i conservatoris de Llatinoamèrica i Europa.

## Càrrecs institucionals
Ha ocupat càrrecs institucionals tant en la Universitat Nacional de Rosario com en altres institucions.
Entre 1984 i 1986 va exercir com a «directora normalitzadora» de l'Escola Universitària de Música, dependent de la Facultat d'Humanitats i Arts, de la Universitat Nacional de Rosario.
Quatre anys després, el 1990, va ser elegida directora de la mateixa Escola de Música, i reelegida per cinc mandats consecutius ―vint-i-un anys, anys, fins al 2011― pel vot dels representants dels claustres que integren l'escola. Des del 1990 endavant va ser consellera docent titular al Consell Directiu de la Facultat d'Humanitats i Arts.
El 2007 va ser secretària de Cultura de la Universitat Nacional de Rosario (és la primera música que treballa al rectorat de la UNR). El 2007 va ser directora de l'ECU (Espai Cultural Universitari) pertanyent a la Universitat Nacional de Rosario i destacat per la quantitat d'espectacles de qualitat i gratuïts que ofereix setmanalment a la comunitat. El 2015 la varen nomenar vicedegana de la Facultat d'Humanitats i Arts, de la Universitat Nacional de Rosario.

## Premis i distincions
El 27 de març de 2015, el Concejo Deliberante de Rosario ―mitjançant el Decret núm. 42.501― la va declarar Música Distingida de la Ciutat. La edil del bloc radical, María Eugenia Schmuck, va ser l'autora de la iniciativa. El seu company de bancada Sebastián Chale va presidir l'acte.
| «                                   | "Marta Varela, és un personatge nostre que segueix treballant per la ciutat, apropant a la comunitat la cultura de manera gratuïta. És un plaer que siguis directora de l'Espai Cultural Universitari (ECU) i secretària de Cultura de la Universitat." | » |
| — Maria Eugenia Schmuck, Concejala, | |   |

| «                          | "La música li corre per les venes amb passió, com la sang. La seva tasca no és un mer entreteniment, té un profund valor ètic. Un dóna el que rep i la Marta ho ha donat amb escreix." | » |
| — Ana Maria Cué, pianista, | |   |

| «                                                  | "Marta Varela va revolucionar, entre d'altres coses, els mètodes d'ensenyament de la música juntament amb Emma Garmendia, tasca que va concretar amb passió i humilitat. Ella dóna l'últim dels àudios, té monstres com a alumnes, però té humilitat i passió per ensenyar i transmetre. Aquesta mateixa passió va ser la que em va fer triar la millor persona per tirar endavant l'ECU. No obstant, ella segueix fent classes i segueix amb la secretaria de Cultura. El més important és que la Marta congrega, genera xarxes, fa deixar anar la ment, la imaginació. En distingir-la a Marta ens distingim tots. Això passa quan els mateixos ciutadans se senten distingits com en aquest cas." | » |
| — Darío Maiorana-, rector de la UNR fins al 2015., | |   |

| « | "A causa de l'extensa i llorejada trajectòria de la professora Marta Inés Varela en l'àmbit de la música i l'educació, així com el seu compromís amb la comunitat i la difusió cultural. […] Tenint en compte que la professora Marta Inés Varela, a través de la seva extensa trajectòria musical i pedagògica, ha demostrat ser una apassionada per la música i la docència de la mateixa, i com a filla d'aquesta ciutat, podent buscar altres llars per viure, es va quedar a Rosario, omplint de cultura al Bressol de la Bandera." | » |
| — | |   |

Van assistir a la cerimònia Ana María Cué (pianista, catedràtica i poeta), l'escriptor i dramaturg Mirko Buchín (ciutadà il·lustre de Rosario), el director de cors Miguel Ángel Solagna (músic distingit de Rosario), el músic Fabio Álvarez (secretari gremial del Sindicat) altres.
El 18 de setembre al Centre Cultural Parc Espanya es va presentar l'Ensamble de Fustes de la Fundació d'Orquestres Juvenils de Xile juntament amb integrants de la Secció Vents de l'Orquestra Juvenil de la Universitat Nacional de Rosario com a homenatge a la professora Marta Varela.